# Mitsuko Yoshikawa
Mitsuko Yoshikawa (吉川 満子, Yoshikawa Mitsuko) née le 21 juin 1901 et morte le 8 août 1991, est une actrice japonaise.

## Biographie
Mitsuko Yoshikawa a tourné dans plus de 260 films entre 1926 et 1984.

## Filmographie partielle
- 1927 : Enma (艶魔?) de Kazunobu Shigemune
- 1927 : Sensei to sono musume (先生と其娘?) de Keisuke Sasaki
- 1927 : Natsukashi no haha (懐しの母?) de Keisuke Sasaki
- 1928 : Uwaki seibatsu (浮気征伐?) de Torajirō Saitō
- 1928 : Tant qu'il y a de l'amour (好きなればこそ, Suki nareba koso?) de Heinosuke Gosho

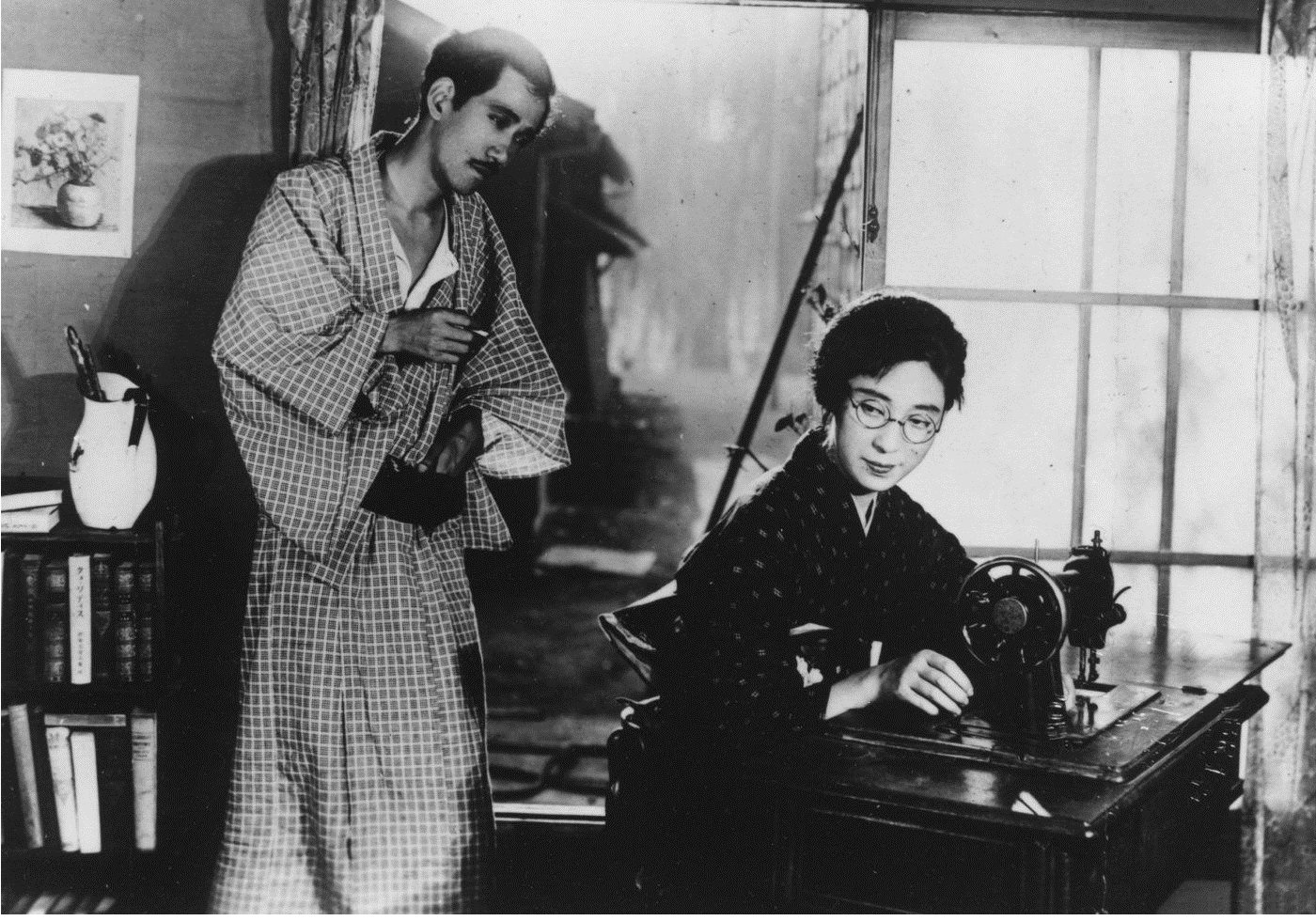
Tatsuo Saitō et Mitsuko Yoshikawa dans La chance a touché mes jambes (1930).

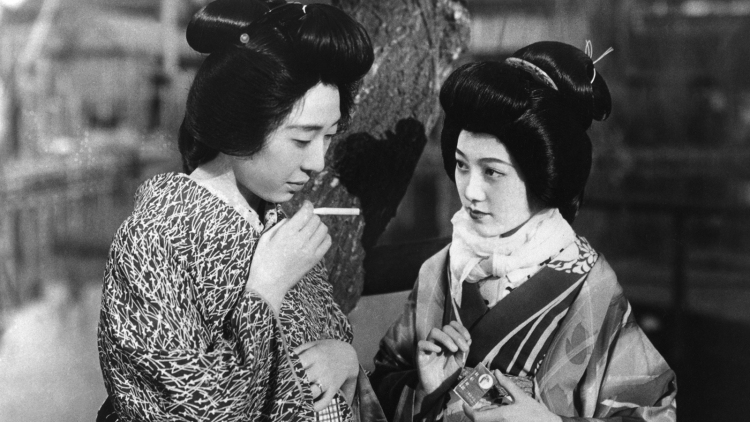
Mitsuko Yoshikawa et Sumiko Mizukubo dans Après notre séparation (1933).

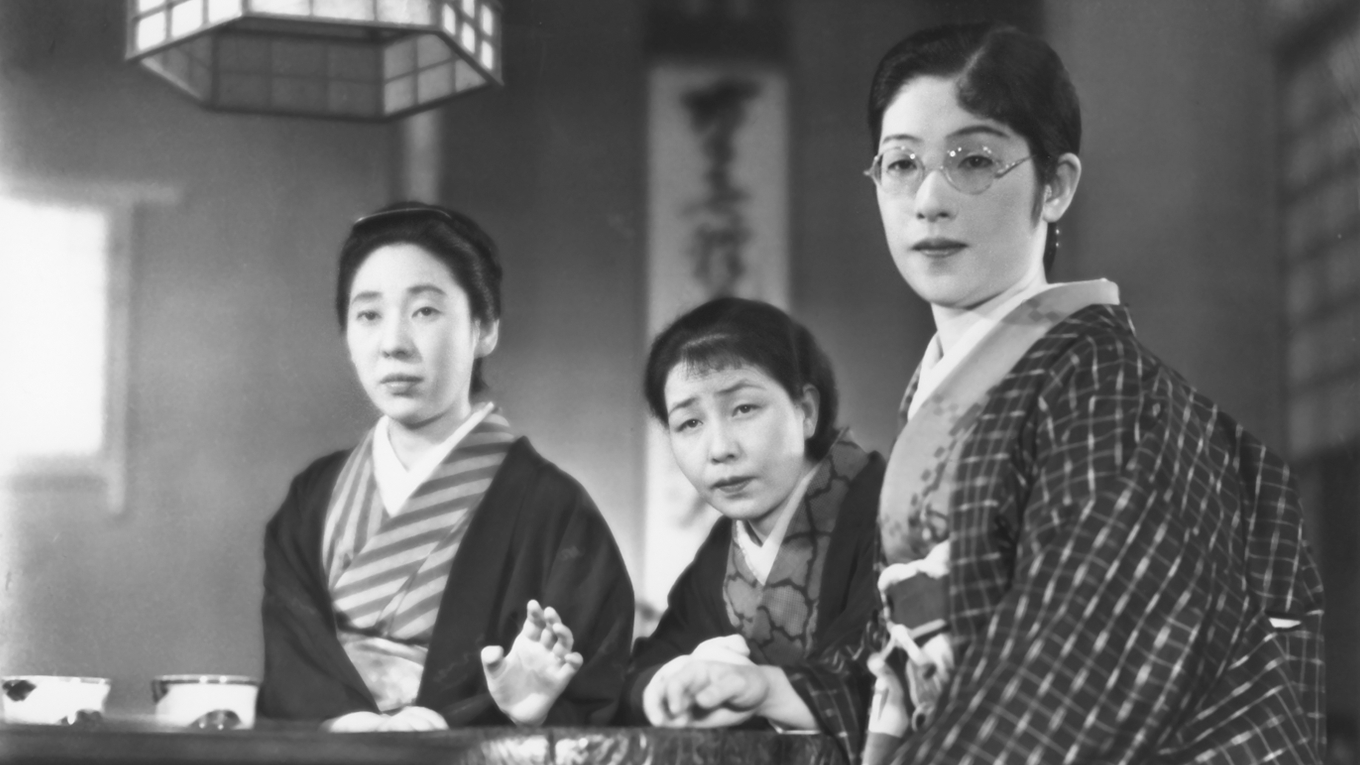
Mitsuko Yoshikawa, Chōko Iida et Sumiko Kurishima dans Qu'est-ce que la dame a oublié ? (1937).

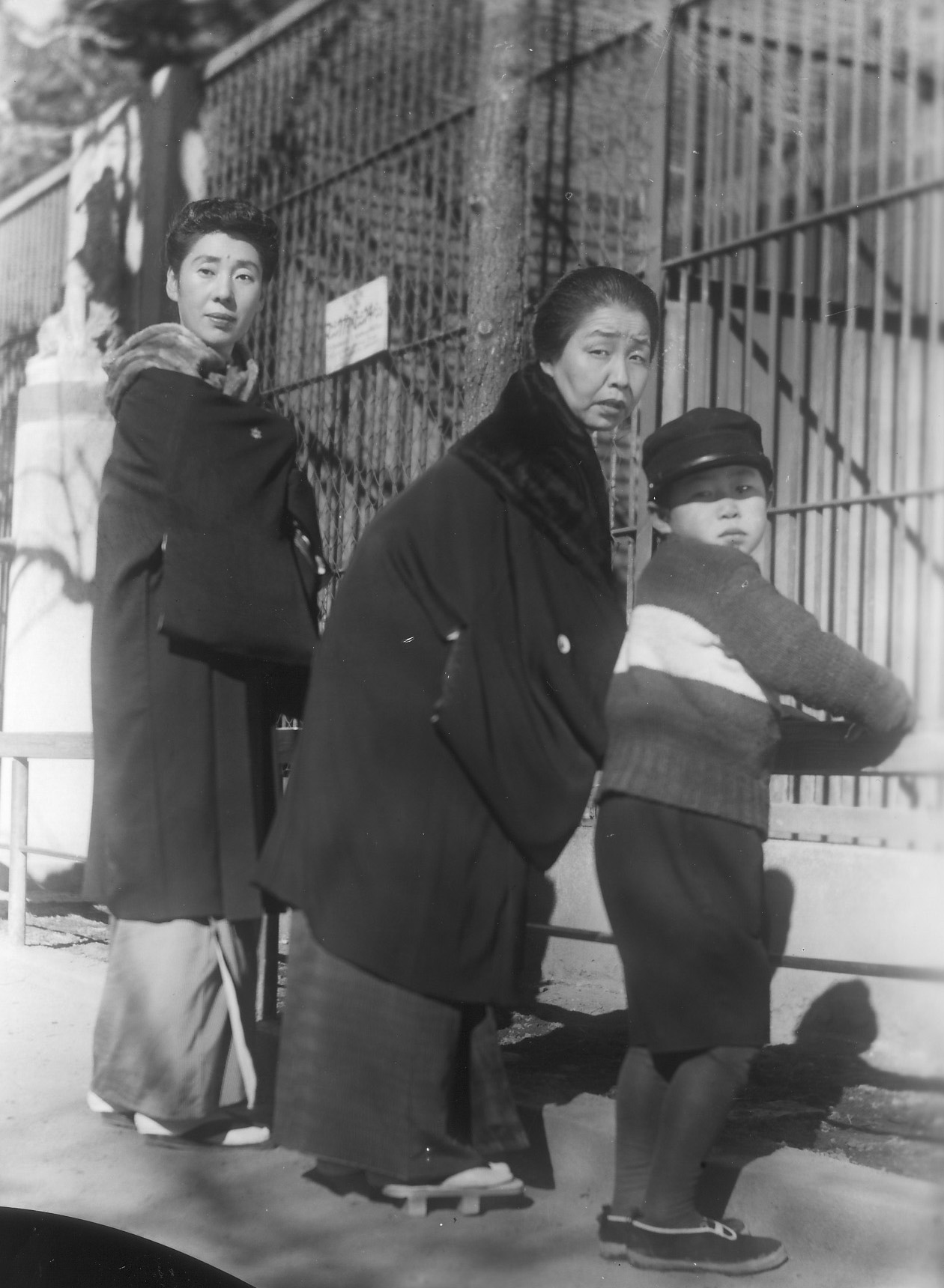
Mitsuko Yoshikawa, Chōko Iida et Hōhi Aoki dans Récit d'un propriétaire (1947).

- 1928 : Un couple déménage (引越し夫婦, Hikkoshi fūfu?) de Yasujirō Ozu : Chiyoko
- 1929 : La Vie d'un employé de bureau (会社員生活, Kaishain seikatsu?) de Yasujirō Ozu
- 1930 : Introduction au mariage (結婚学入門, Kekkon gaku nyūmon?) de Yasujirō Ozu
- 1930 : La Force de l'amour (愛は力だ, Ai wa chikara da?) de Mikio Naruse : une serveuse
- 1930 : Un couple de chanbara (チャンバラ夫婦, Chanbara fufu?) de Mikio Naruse
- 1930 : La chance a touché mes jambes (足に触った幸運, Ashi ni sawatta kōun?) de Yasujirō Ozu
- 1931 : La Dame et le Barbu (淑女と髯, Shukujo to hige?) de Yasujirō Ozu : Mme Yukimoto
- 1931 : Les Malheurs de la beauté (美人と哀愁, Bijin to aishū?) de Yasujirō Ozu
- 1932 : Jusqu'à notre prochaine rencontre (また逢ふ日まで, Mata au hi made?) de Yasujirō Ozu
- 1932 : Gosses de Tokyo (大人の見る絵本　生れてはみたけれど, Otona no miru ehon umarete wa mita keredo?) de Yasujirō Ozu : la femme de Yoshi (Haha)
- 1933 : Après notre séparation (君と別れて, Kimi to wakarete?) de Mikio Naruse : Kikue
- 1933 : Rêves de chaque nuit (夜ごとの夢, Yogoto no yume?) de Mikio Naruse : la femme du voisin
- 1934 : L'Amour d'une mère (母を恋はずや, Haha o kowazuya?) de Yasujirō Ozu : Chieko
- 1935 : Une jeune fille pure (箱入娘, Hakoiri musume?) de Yasujirō Ozu : Otaka
- 1935 : Okoto et Sasuke (春琴抄 お琴と佐助, Shunkinsho: Okoto to Sasuke?) de Yasujirō Shimazu : une geisha
- 1935 : Le Fardeau de la vie (人生のお荷物, Jinsei no onimotsu?) de Heinosuke Gosho : Tamako Fukushima
- 1936 : Le Fils unique (一人息子, Hitori musuko?) de Yasujirō Ozu : O-Taka
- 1936 : La Femme de la brume (朧夜の女, Oboroyo no onna?) de Heinosuke Gosho : Okiyo, la femme de Bunkichi
- 1936 : Le Nouveau Chemin : Akemi (新道前篇, Shindo: Zempen Akemi no maki?) de Heinosuke Gosho : Mme Munekata
- 1937 : Qu'est-ce que la dame a oublié ? (淑女は何を忘れたか, Shukujo wa nani o wasureta ka?) de Yasujirō Ozu : Mitsuko
- 1937 : Un enfant dans le vent (風の中の子供, Kaze no naka no kodomo?)
- 1938 : La Mère et l'Enfant (母と子, Haha to ko?) de Minoru Shibuya : Orin
- 1938 : Katsura, l'arbre de l'amour (愛染かつら, Aizen katsura?) de Hiromasa Nomura : Sadae
- 1939 : Zoku aizen katsura (続愛染かつら?) de Hiromasa Nomura : Sadae
- 1939 : Aizen katsura: Kanketsu-hen (愛染かつら 完結篇?) de Hiromasa Nomura : Sadae
- 1940 : Kinuyo no hatsukoi (絹代の初恋?) de Hiromasa Nomura : la mère d'Onobu
- 1940 : Nobuko (信子, Nobuko?) de Hiroshi Shimizu : la belle-mère d'Eiko
- 1941 : Les Frères et Sœurs Toda (戸田家の兄妹, Todake no kyōdai?) de Yasujirō Ozu : Chizuru
- 1941 : La Tour d'introspection (みかへりの搭, Mikaeri no tō?) de Hiroshi Shimizu :  la belle-mère de Nobuichi
- 1941 : Le Chœur de l'aube (暁の合唱, Akatsuki no gasshō?) de Hiroshi Shimizu
- 1945 : Le Chant de la victoire (必勝歌, Hisshō ka?) de Kenji Mizoguchi, Masahiro Makino, Hiroshi Shimizu et Tomotaka Tasaka
- 1947 : Récit d'un propriétaire (長屋紳士録, Nagaya Shinshiroku?) de Yasujirō Ozu : Kikuko
- 1949 : La Mauvaise Fille (不良少女, Furyō shōjo?) de Mikio Naruse
- 1950 : Akogare no Hawaii Kōro (憧れのハワイ航路?) de Torajirō Saitō
- 1955 : Croissance (たけくらべ, Takekurabe?) de Heinosuke Gosho
- 1956 : Conte des chrysanthèmes tardifs (残菊物語, Zangiku monogatari?) de Kōji Shima : Sato
- 1962 : La Source thermale d’Akitsu (秋津温泉, Akitsu onsen?) de Yoshishige Yoshida : la femme du prêtre
- 1963 : Ankokugai no kaoyaku: Jūichinin no gyangu (暗黒街の顔役 十一人のギャング?) de Teruo Ishii
- 1964 : L'Indomptable d'Edo (車夫遊侠伝 喧嘩辰, Shafu yūkyōden: Kenka Tatsu?) de Tai Katō : Umeno Kurihara
- 1966 : La Légende de Zatoïchi : La Vengeance (座頭市の歌が聞える, Zatōichi no uta ga kikoeru?) de Tokuzō Tanaka
- 1966 : Shojo jutai (処女受胎?) de Kōji Shima
- 1967 : Brassard noir dans la neige (雪の喪章, Yuki no moshō?) de Kenji Misumi : Ritsu
- 1984 : The Funeral (お葬式, Osōshiki?) de Jūzō Itami